# Stéphane Nonnenmacher
Stéphane Nonnenmacher (Caen, 27 de março de 1972) é um matemático e físico matemático francês, que trabalha com a matemática de caos quântico.
Nonnenmacher frequentou a escola em Túnis (até 1989) e estudou física teórica de 1991 a 1995 na École normale supérieure, onde foi dentre outros aluno de Édouard Brézin. Em 1993 estudou na Universidade Brown com John Michael Kosterlitz. Obteve um doutorado em 1998 no Centro de Pesquisas de Saclay, orientado por André Voros, com a tese Eigenstates of classically chaotic systems in phase space). No pós-doutorado esteve de 1998 a 2000 na Universidade de Colônia, onde trabalhou com Martin Zirnbauer.
É desde 2015 professor de matemática na Universidade Paris-Sul.

## Obras
- Editor com Bertrand Duplantier, Vincent Rivasseau Chaos, Poincaré Seminar 2010
- com Nalini Anantharaman, Herbert Koch Entropy of Eigenfunctions, Proc. Internat. Congress Mathem. Physics 2006
- com Anantharaman: Half-delocalization of eigenfunctions for the Laplacian on an Anosov manifold, Annales Inst. Fourier, Band 57, 2007, S. 2465–2523